# Batalla de Lutecia (383)
La batalla de Lutecia sucedió en el año 383 entre las fuerzas del general Magno Máximo, proclamado emperador por sus tropas, y las fuerzas del emperador Graciano el Joven en Lutecia, antecesora de la actual París. Tras cinco días de escaramuzas, el enfrentamiento terminó con la traición de magister militum Merobaudes y la victoria rebelde. Graciano se vio obligado a huir.